# Svobodni (Adiguèsia)
|  | Per a altres significats, vegeu «Svobodni». |

Svobodni - Свободный (rus) és un possiólok de la República d'Adiguèsia, a Rússia. Es troba a 6 km al nord de Krasnogvardéiskoie i a 76 km al nord-oest de Maikop, la capital de la república.
Pertany al municipi de Khatukai.